# Кацига (хералдика)
С обзиром да су се грбови развили посредством витешких турнира, како би се учесници у турнирима могли лако распознавати током борбе, чак и када су под пуним оклопом, није ни чудо што су се и хералдички елементи користили како би украсили кацигу витеза. 
Временом је постало уобичајено да се на грбу приказују и кагица или круна, изнад штита, пракса која се задржала у хералдици и дуго након што се у војној технологија кацигу заменила другим делом војне опреме. У неким хералдичким системима, тип кациге који је био приказан на грбу (нпр. грофовска, војводска...) је указивао на достојанство носиоца грба; нпр. врста метала и број решетки на визиру кациге, у Француској. 
Хералдичка правила Велике Британије одређују:
- Суверен: златна кацига са визиром, приказана лицем.
- перови (уопште): кацига са визиром, или сребрна кацига са златним декорацијама, приказана у страну, са пет видљивих решетки на визиру.
- Барон и витез:
- Штитоноша и господин: затворена кацига, или визирска кацига са спуштеним визиром, челични, приказана у страну.

Шаблон:Heraldic helmets